# Amanda Schott
Amanda da Costa Schott (Niterói, 24 de setembro de 1996) é uma halterofilista brasileira. Foi terceira colocada no Campeonato Mundial de 2021, em Tashkent. Representou o Brasil nos Jogos Olímpicos de Verão de 2024, em Paris.

## Biografia
Natural de Niterói, Amanda foi descoberta pelo técnico técnico Carlos Aveiro, o Saul, enquanto treinava em um box de CrossFit para as competições do gênero. Desde 2020, passou a treinar no levamento de peso, fazendo parte do Centro de Educação Física Almirante Adalberto Nunes (CEFAN) da Marinha do Brasil.
Disputou o Campeonato Mundial de 2021, em Tashkent, onde foi medalha de bronze na categoria arranco até 87kg. Na competição, conseguiu erguer 106 kg.
Nos Jogos Sul-Americanos de 2022, em Assunção, competiu na categoria até 76kg e faturou a medalha de bronze. A brasileira fez um total de 233kg, sendo 102kg no arranco e 131kg no arremesso.
Competiu nos Jogos Olímpicos de Verão de 2024, em Paris, na categoria até 71kg. Ao todo, conseguiu levantar 229kg, ficando em oitavo lugar. Na época, ela estava em 12º no ranking mundial, fora da zona de classificação para os Jogos, mas duas desistências fizeram a atleta ser convocada. 